# Merwilla plumbea
Merwilla plumbea là một loài thực vật có hoa trong họ Măng tây. Loài này được (Lindl.) Speta mô tả khoa học đầu tiên năm 1998.

## Hình ảnh

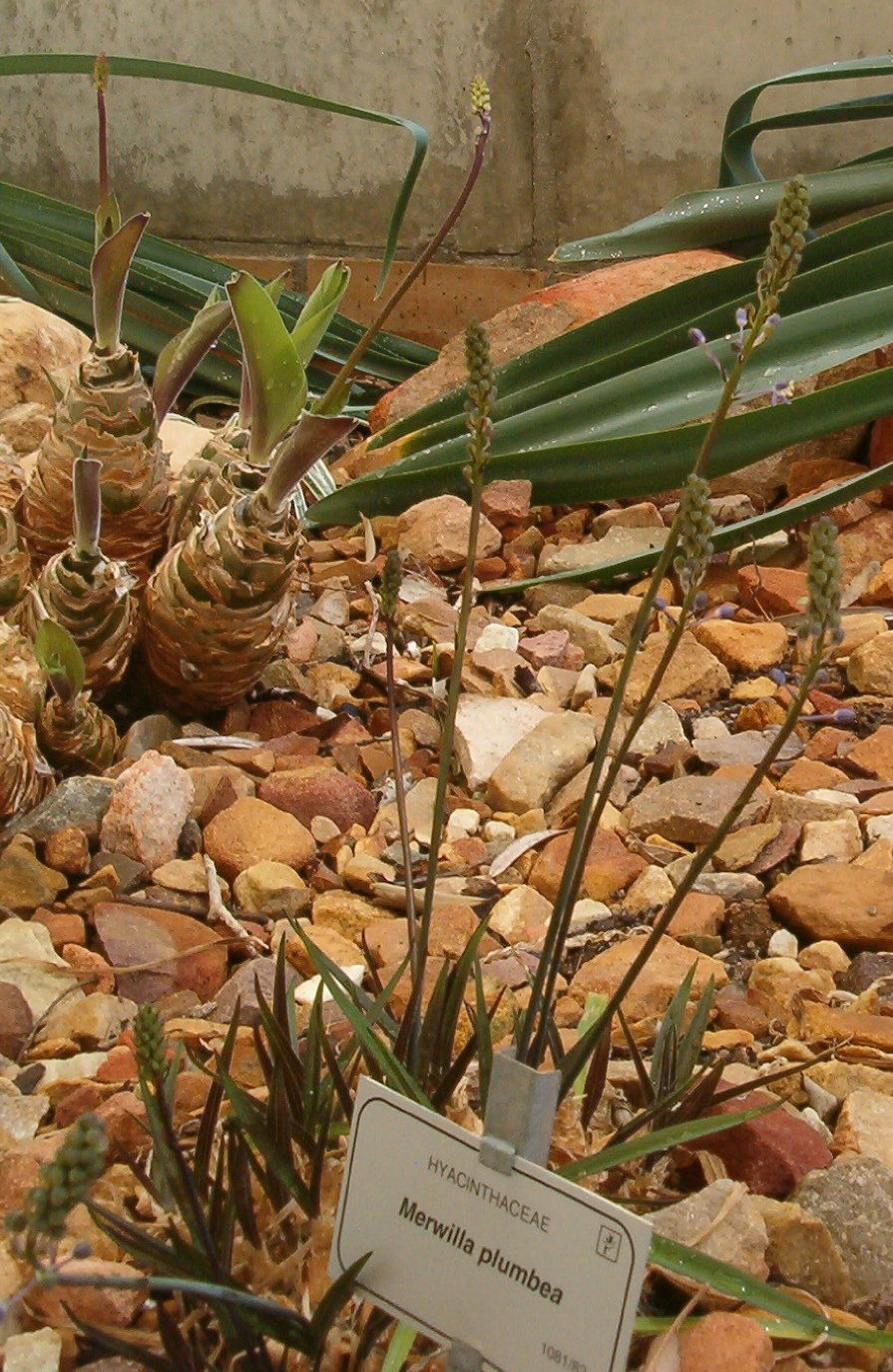
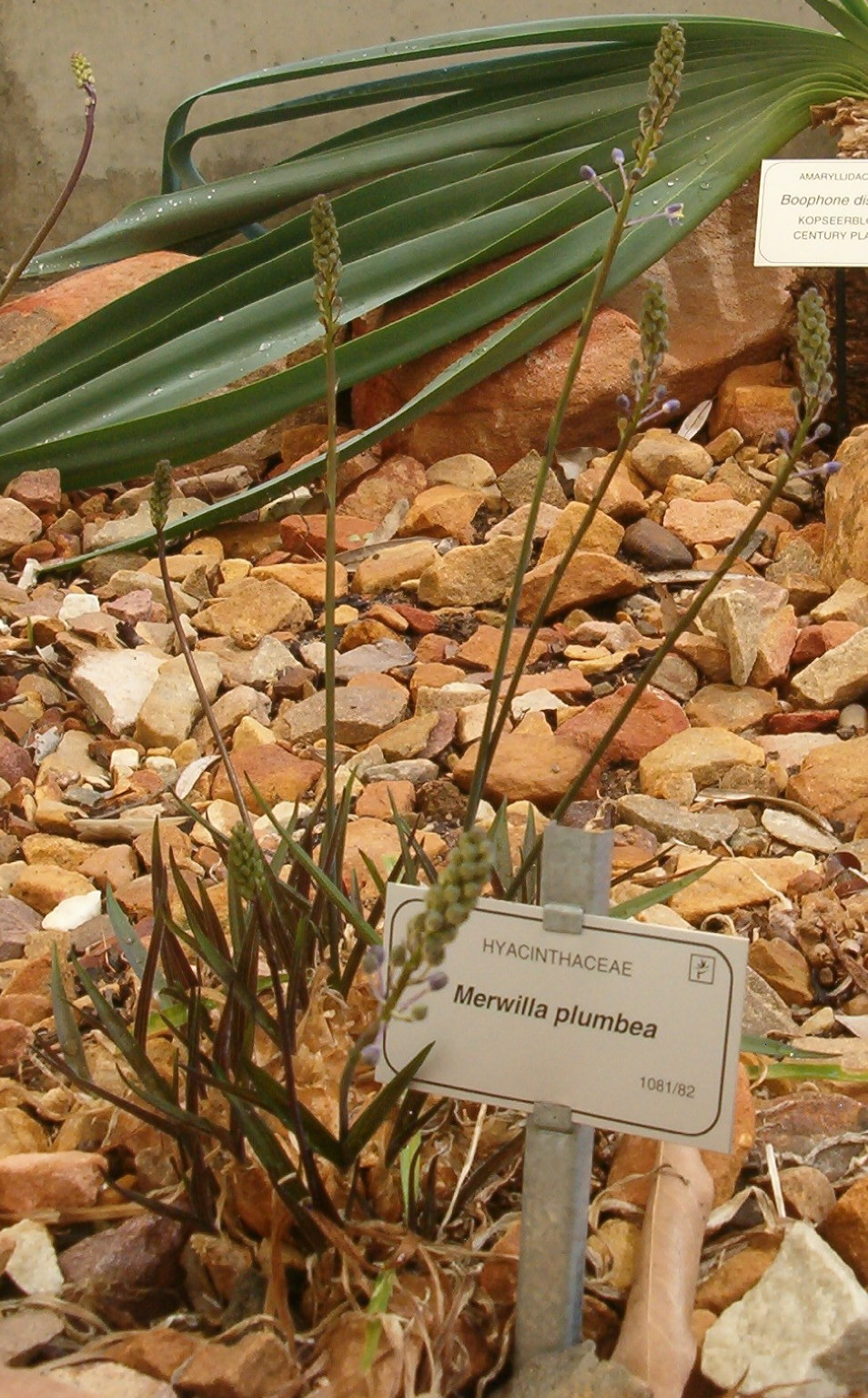
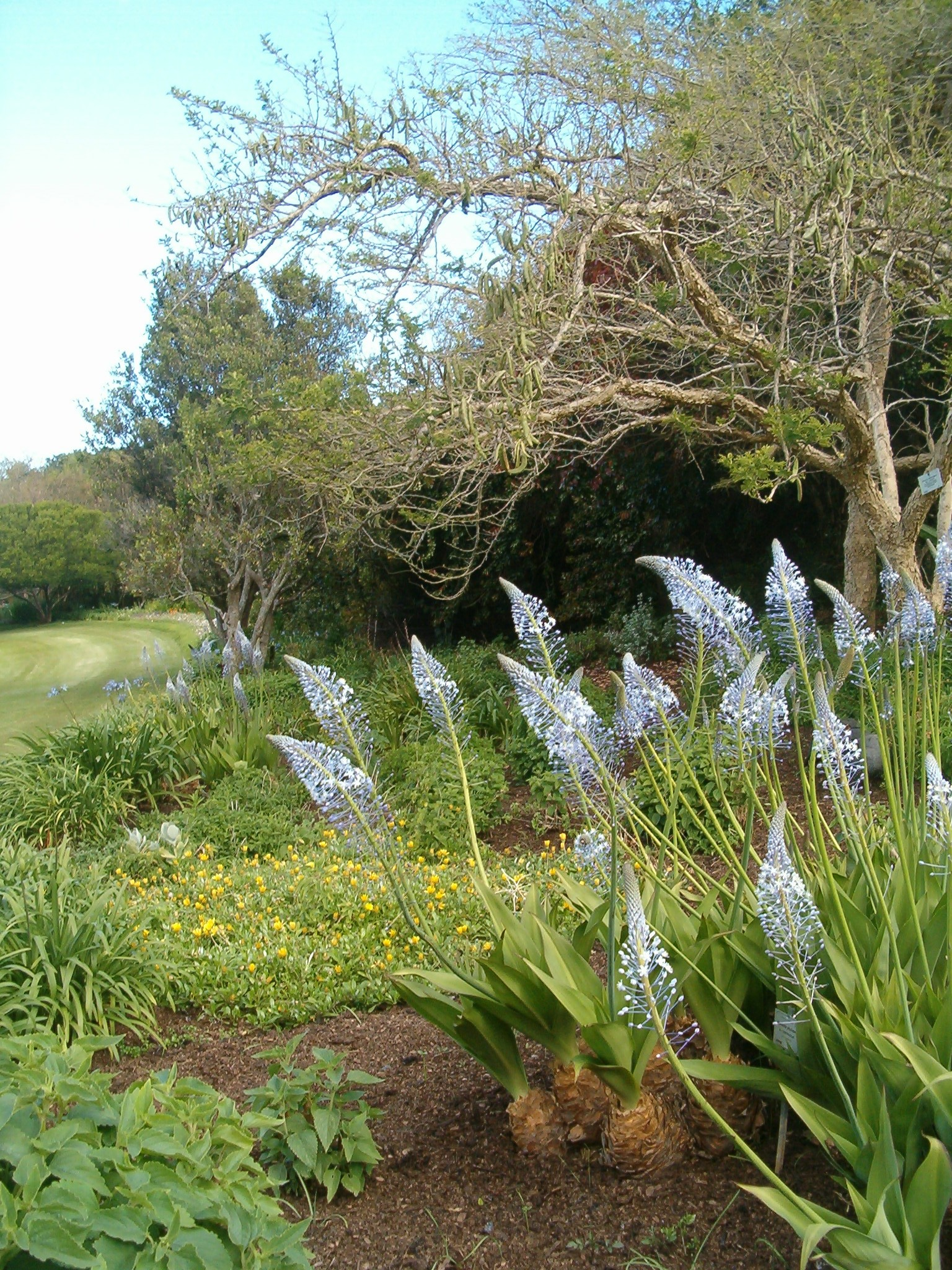
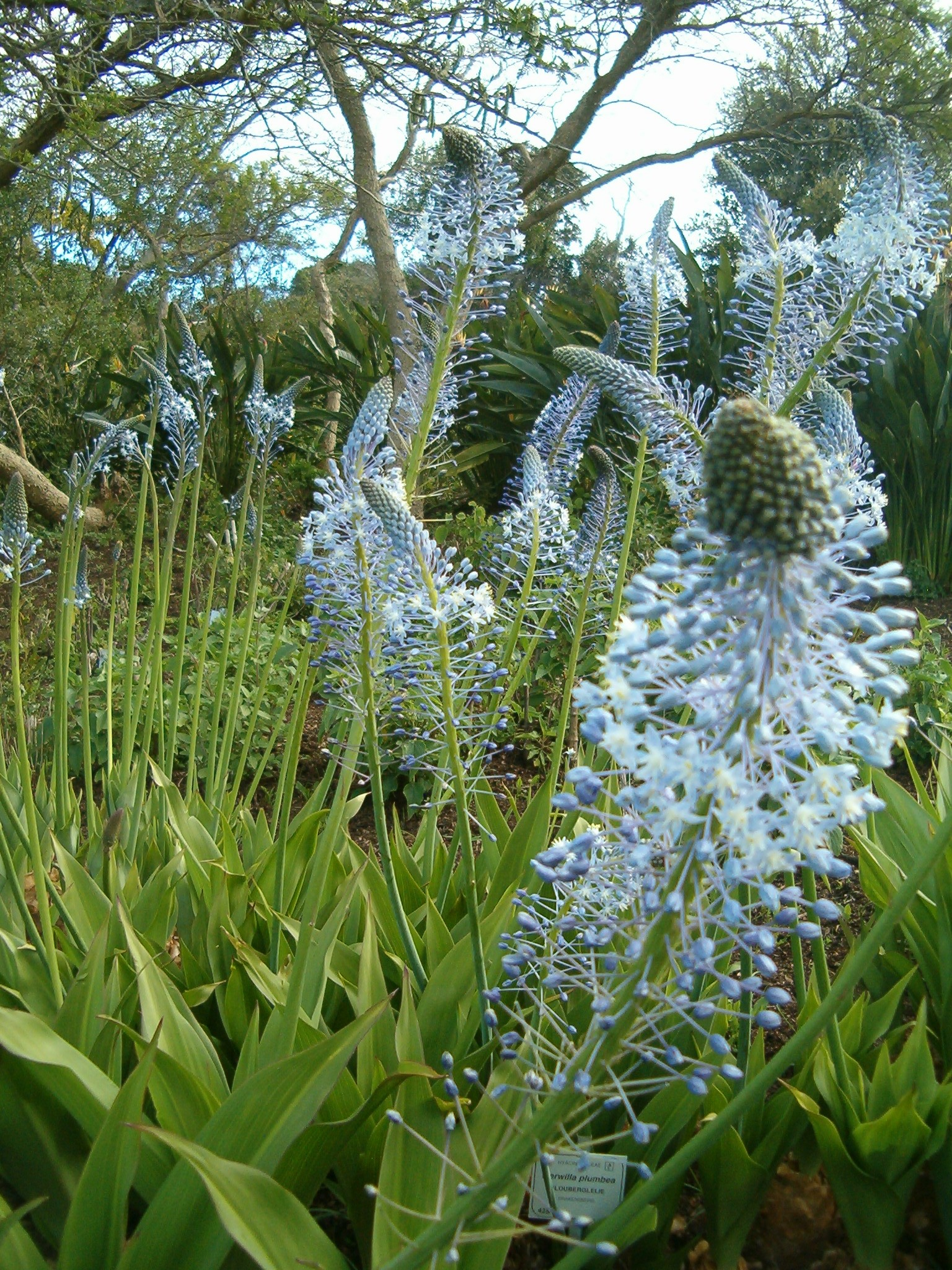